# Robert P. Casey
Robert Patrick „Bob“ Casey Sr. (* 9. Januar 1932 in Queens, New York; † 30. Mai 2000 in Scranton, Pennsylvania) war ein US-amerikanischer Politiker, der in verschiedenen Positionen für den US-Bundesstaat Pennsylvania tätig war. Vor allem durch seine Tätigkeit als 42. Gouverneur des Staates von 1987 bis 1995 wurde er einer größeren Öffentlichkeit bekannt.

## Frühe Jahre
Der im New Yorker Stadtteil Jackson Heights geborene Bob Casey wuchs in Scranton (Pennsylvania) auf. Im Jahr 1953 verlieh ihm das College of the Holy Cross einen B.A.-Titel (Bachelor of Arts). Nach einem Jurastudium an der George Washington University in Washington, D.C. wurde er 1956 als Rechtsanwalt zugelassen. In den folgenden Jahren praktizierte er in Washington, ehe er Anfang der 1960er Jahre nach Scranton zurückkehrte.

## Politischer Aufstieg
Casey war Mitglied der Demokratischen Partei. Zwischen 1963 und 1967 gehörte er dem Senat von Pennsylvania. Von 1967 bis 1968 war er Vizepräsident einer Kommission zur Überarbeitung der Landesverfassung. In den Jahren 1966, 1970 und 1978 bewarb er sich um die Nominierung seiner Partei für das Amt des Gouverneurs. Er scheiterte aber jedes Mal in den Vorwahlen. Zwischen 1969 und 1977 war Casey Leiter des Rechnungshofes (Auditor General) von Pennsylvania. In dieser Zeit deckte er einige Geldverschwendungen und Korruptionsfälle auf und sparte dem Staat einige Millionen Dollar durch eine bessere Überwachung der Staatsausgaben. Aufgrund einer Verfassungsklausel durfte Casey im Jahr 1977 keine dritte zusammenhängende Amtszeit in diesem Amt anstreben und musste es daher aufgeben. Danach war er für einige Jahre als Rechtsanwalt in einer großen Kanzlei tätig. Im Jahr 1986 bewarb er sich nochmals um die Nominierung seiner Partei für das Amt des Gouverneurs und dieses Mal konnte er sich durchsetzen. Er schaffte danach auch den Sieg bei den eigentlichen Gouverneurswahlen.

## Gouverneur von Pennsylvania

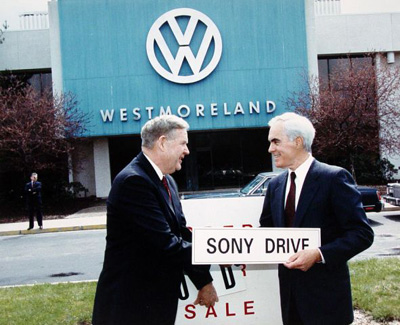
Bob Casey (rechts) mit dem Kongressabgeordneten John Murtha.

Casey trat sein neues Amt am 20. Januar 1987 an. Nach einer Wiederwahl im Jahr 1990 konnte er bis zum 17. Januar 1995 im Amt bleiben. In dieser Zeit wurde in Pennsylvania ein wirtschaftlicher Wechsel von der Schwerindustrie zur elektronischen Industrie und zu Dienstleistungsanbietern vollzogen. Die Stahlindustrie verlor an Boden, während moderne Technologien ihren Einzug hielten. Trotzdem litt der Staat Anfang der 1990er Jahre unter einer Rezession, was zu einem Anstieg der Arbeitslosigkeit führte. Als Resultat entstand in Pennsylvania das größte Haushaltsdefizit des 20. Jahrhunderts. Der Gouverneur reagierte mit Arbeitsbeschaffungsmaßnahmen. Dazu gehörte der weitere Ausbau der Infrastruktur wie z. B. der Autobahnen. Auch der Umweltschutz und besonders der Gewässerschutz lagen dem Gouverneur am Herzen. Unter anderem wurde das bundesweit größte Recycling-Programm in Pennsylvania eingerichtet. Auf dem Gesundheitssektor wurden Verbesserungen und Voruntersuchungen eingeführt. Ein Abtreibungsgesetz wurde später vom Obersten Gerichtshof der USA als verfassungswidrig verworfen.

## Weiterer Lebenslauf
Noch während seiner Amtszeit als Gouverneur wurde bei Casey Amyloidose festgestellt, eine seltene genetisch bedingte Krankheit, die die Körperorgane zerstört. Schon im Juni 1993 unterzog er sich einer Herz-Leber-Transplantation, um die Krankheit zu bekämpfen. Für etwa sechs Monate musste er sich von Vizegouverneur Mark Singel vertreten lassen. Als sich Singel dann im Jahr 1994 um das Amt des Gouverneurs bewarb, verweigerte ihm Casey jede Unterstützung, was auf eine Meinungsverschiedenheit der beiden Männer in der Abtreibungsfrage zurückzuführen war. Caseys Verhalten hat zu der Wahlniederlage Singels beigetragen. Ursprünglich plante Casey, sich im Jahr 1996 um die Präsidentschaft zu bewerben. Aufgrund seiner Krankheit musste er diesen Plan aber aufgeben. Am 30. Mai 2000 erlag er schließlich seiner Krankheit. Robert Casey war mit Ellen Harding verheiratet, mit der er acht Kinder hatte. Sein ältester Sohn Robert wurde ebenfalls Politiker und sitzt seit 2007 für Pennsylvania im US-Senat.